# Баяндин, Лев Сергеевич
Лев Серге́евич Бая́ндин (2 января 1942, Чердынь, Пермская область — 14 февраля 2018, Тюмень) — председатель Ямало-Ненецкого окружного Совета народных депутатов, глава администрации ЯНАО.

## Биография
В 1965 году окончил Пермский политехнический институт.
- С 1965 по 1972 год работал мастером, старшим прорабом, начальником СУ № 7 треста «Тюменьгеолстрой», Пуровского района.
- С 1972 по 1978 год — заместитель председателя Пуровского райисполкома.
- С 1978 по 1983 год — заместитель генерального директора ПО «Уренгойнефтегазгеология».
- С 1983 по 1988 год — председатель исполкома Пуровского районного Совета народных депутатов, первый секретарь Пуровского райкома КПСС.
- В 1988—1990 гг. — председатель Ямало-Ненецкого окрисполкома.
- В 1990—1991 гг. — председатель Ямало-Ненецкого окружного Совета народных депутатов,
- С 1991 по 1994 год — глава администрации ЯНАО[1].

В 1995—2015 гг. работал в Тюмени: советник губернатора области, зам. начальника главного управления по делам ГО и ЧС, с 2006 г. начальник управления мероприятий защиты населения и территорий Тюменской области.
Мне пришлось работать с ним в Президиуме окружного Совета в 1990-1991 годах, когда кипели первые бурные демократические страсти, когда словесные прения могли закончиться  рукопашными аргументами, в такие моменты Лев Сергеевич умел находить фантастические компромиссы, способные  остудить самые горячие страсти.Владимир Швецов, экс-депутат окружного Совета ЯНАО.
Похоронен на кладбище Червишево-3 в Тюмени.